# Esafluoruro di rutenio
L'esafluoruro di rutenio è il composto inorganico con formula RuF6 In questo fluoruro il rutenio è nello stato di ossidazione +6. In condizioni normali è un solido volatile di colore bruno scuro. È un composto poco stabile, fortissimo ossidante, pericoloso da utilizzare dato che reagisce formando fluoro e acido fluoridrico.

## Sintesi
Il composto fu preparato per la prima volta nel 1961 per riscaldamento di rutenio polverizzato in atmosfera di fluoro, condensando i vapori formati di RuF6 su una superficie raffreddata con azoto liquido.
Ru + 3 F2 → RuF6
Una procedura alternativa prevede di trattare RuF6– con una miscela AgF3/SbF5 in acido fluoridrico anidro a 0 ºC. In queste condizioni il fortissimo ossidante Ag3+ riesce a ossidare RuF6–:
Ag3+ + RuF6– → Ag2+ + RuF6

## Struttura
RuF6 è un composto molecolare. La forma della molecola è ottaedrica e la simmetria molecolare risulta Oh. La struttura cristallina osservata a –140 ºC risulta ortorombica, gruppo spaziale Pnma, con costanti di reticolo a = 931,3 pm, b = 848,4 pm e c = 491,0 pm, quattro unità di formula per cella elementare. La distanza Ru–F è 181,8 pm. La densità risulta 3,68 g·cm−3. Aumentando la temperatura, attorno a 0 ºC si ha una transizione di fase e la struttura diventa cubica.

## Proprietà e reattività
RuF6 è instabile, ma si può conservare per settimane a temperatura ambiente. È un solido volatile; allo stato vapore il composto ha un colore rossastro che ricorda quello del bromo. Riscaldato oltre 200 ºC si decompone rapidamente rilasciando fluoro:
2 RuF6 → 2 RuF5 + F2
RuF6 attacca il vetro e si idrolizza violentemente a contatto con acqua.
RuF6 è un ossidante e fluorurante fortissimo. Ad esempio ossida AsF3 e BiF3 rispettivamente a AsF5 e BiF5, riducendosi a RuF5 o RuF4. Reagendo con CS2 forma CF4 e SF4.